# ورنر کلینلر
ورنر کلینلر (آلمانی: Werner Klingler; ۲۳ اکتبر ۱۹۰۳ – ۲۳ ژوئن ۱۹۷۲) کارگردان فیلم، هنرپیشه اهل آلمان بود.